# Postgiro (wielerwedstrijd)
De Postgiro was een meerdaagse wielerwedstrijd voor vrouwen in Noorwegen. De wedstrijd werd in 1983, als Postgiro Grand Prix, voor het eerst georganiseerd. In zowel 1987 als 1988 werd de Nederlandse Heleen Hage derde in het eindklassement.

## Lijst van winnaressen

### Overwinningen per land
| Aantal | Land                                     |
| ------ | ---------------------------------------- |
| 3      | Italië                                   |
| 2      | Frankrijk, Noorwegen                     |
| 1      | Duitsland, Verenigde Staten, Zwitserland |